# Український цвинтар святої Марії (Фокс Чейз)
Український цвинтар святої Марії (англ. St. Mary Ukrainian Cemetery) — український католицький цвинтар у передмісті Фокс Чейз у Філадельфії, штат Пенсільванія). Розташований за адресою: 438 Cedar Road, Fox Chase, PA 19027.
На кладовищі є понад 400 вояцьких поховань — від УГА і Армії УНР до українців, які воювали у лавах американської армії в Другій світовій, Кореї та В'єтнамі.

## Відомі люди, що поховані на цвинтарі
- о. Іван Блавацький — греко-католицький священник, громадський діяч[1];
- Гірняк Володимир — український військовик, громадський та видавничий діяч.
- Йосип Гірняк — актор театру «Березіль», та його дружина Олімпія Добровольська, актриса;
- Никифор Гірняк, отаман УСС;
- Ґардецький Олексій — десятник дивізії «Галичина», науковець, професор, ветеранський і громадський діяч у діаспорі.
- Михайло Дуда — оперний співак, інженер-гірник, старшина УСС;
- Євген Зиблікевич — головний редактор газети «Америка», директор Інституту ім. Липинського;
- Василь Лев — професор, філолог, українознавець;
- Михайло Ліщинський — поручник дивізії «Галичина», командир 3-ї роти 1-го батальйону 29-го полку дивізії;
- Теодор Мамчур — український військовик, старшина УСС, офіцер Армії УНР та дивізії «Галичина»;
- Петро Мірчук — історик ОУН.
- Микола Остапяк — гімназійний професор, член Наукового Товариства ім. Шевченка, дослідник-мікробіолог у Пенсильванському університеті;
- Ольга Паліїв — дружина Дмитра Палієва;
- Микола Пасіка — педагог, журналіст, вояк УСС;
- Роман Савицький — засновник Українського Музичного Інституту в Америці.
- Лонгин Цегельський, міністр внутрішніх справ ЗУНР, який зачитував Акт злуки 22 січня 1919 року[2];
- Володимир Цісик — скрипаль, батько співачки Квітки Цісик;
- Лев Чубатий — професор, старшина УСС, директор видавництва «Українська преса» у Львові.